# گوگلر
گوگلر، روستایی از توابع بخش زنجانرود شهرستان زنجان در استان زنجان ایران است.

## جمعیت
این روستا در دهستان چایپاره بالا قرار دارد و براساس سرشماری مرکز آمار ایران در سال ۱۳۸۵، جمعیت آن ۴۸ نفر (۹خانوار) بوده‌است.